# 埃通
埃通（法語：Éton，法語發音：[etɔ̃]）是法国默兹省的一个市镇，位于该省东北部，属于凡尔登区。

## 地理
埃通（49°16'30"N, 5°40'44"E）面积11.11 平方千米，位于法国大東部大區默兹省，该省份为法国西北部内陆省份，北与比利时接壤，西接马恩省和阿登省，南至上马恩省和孚日省，东临默尔特-摩泽尔省。
与埃通接壤的市镇（或旧市镇、城区）包括：阿梅勒叙莱唐、多马里-巴龙库尔、栋雷米拉卡讷、古兰库尔、瓦夫尔地区鲁夫尔、瑟农。

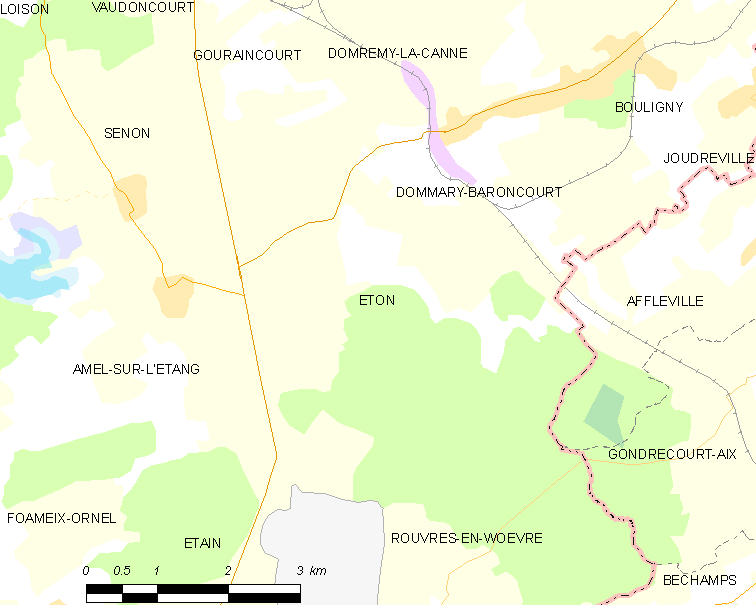
埃通的OSM定位图

埃通的时区为UTC+01:00、UTC+02:00（夏令时）。

## 行政
埃通的邮政编码为55240，INSEE市镇编码为55182。

## 政治
埃通所属的省级选区为布利尼县。

## 人口

1962-2008年间埃通人口变化图示

埃通于2022年1月1日时的人口数量为201人。